# 黄杨叶寄生藤
黄杨叶寄生藤（学名：Dendrotrophe buxifolia）为檀香科寄生藤属下的一个种。

## 扩展阅读
維基物種上的相關：黄杨叶寄生藤